# Nosegawa
Nosegawa (野迫川村, Nosegawa-mura) est un village situé dans le district de Yoshino de la préfecture de Nara, au Japon.